# SBS Gayo Daejeon
L'SBS Gayo Daejeon (가요대전?, 歌謠大戰?) è un festival musicale annuale trasmesso da Seoul Broadcasting System alla fine dell'anno. Inizialmente incluso come cerimonia di premiazione musicale nell'attuale SBS Drama Award tra il 1992 e il 1995, è diventato un programma indipendente nel 1996. A partire dal 2007 è stato convertito nella forma di festival, sebbene dei premi siano stati comunque consegnati nell'edizione 2014.

## Edizioni
| Anno | Conduzione                                           |
| ---- | ---------------------------------------------------- |
| 1996 | Yoo Jung-hyun e Kim Hee-sun                          |
| 1997 | Kim Seung-hyun e Choi Ji-woo                         |
| 1998 | Kim Seung-hyun e Kim Hee-sun                         |
| 1999 | Kim Seung-hyun e Choi Ji-woo                         |
| 2000 | Seo Se-won e Chae Rim                                |
| 2001 | Seo Se-won e Kim Jung-eun                            |
| 2002 | Lee Moon-sae e Jeong Ji-yeong                        |
| 2003 | Lee Moon-sae e Kim Jung-eun                          |
| 2004 | Lee Moon-sae e Sung Yu-ri                            |
| 2005 | Lee Moon-sae e Lee Bo-young                          |
| 2006 | Lee Moon-sae e Park Jin-hee                          |
| 2007 | Lee Hwi-jae e Lee Hyori                              |
| 2008 | Lee Chun-hee, Park Ye-jin e Daesung                  |
| 2009 | Heechul, Jung Yong-hwa e Park Shin-hye               |
| 2010 | Heechul, Jung Yong-hwa, Jo Kwon e Hwang Jung-eum     |
| 2011 | Lee Seung-gi, Song Ji-hyo e Im Yoon-ah               |
| 2012 | Suzy, IU e Jung Gyu-woon                             |
| 2013 | Heechul, Sandara Park e Sung Si-kyung                |
| 2014 | Jung Yong-hwa, Nichkhun, Mino, Baro, L e Song Ji-hyo |
| 2015 | IU e Shin Dong-yup                                   |
| 2016 | You Hee-yeol, Yuri e Baekhyun                        |
| 2017 | You Hee-yeol e IU                                    |
| 2018 | Jun Hyun-moo e Jo Bo-ah                              |
| 2019 | Jun Hyun-moo e Seolhyun                              |
| 2020 | Boom, Heechul e Lee Na-eun                           |

## Categorie (1996-2006)

### Gran premio (Daesang)
- 1997 – HOT
- 1998 – HOT
- 1999 – Fin.K.L.
- 2000 – Jo Sung-mo
- 2001 – GOD
- 2002 – BoA
- 2003 – Lee Hyo-ri
- 2004 – Shinhwa
- 2005 – Kim Jong-kook
- 2006 – TVXQ

### Premio principale (Bonsang)
- 1996 – Kim Gun-mo, Kim Jong-min, Park Mee-kyung, Kim Won-jun, Shin Seung-hun, DJ DOC, Clon, Turbo, Panic
- 1997 – HOT, TUrbo, J.Y Park, Im Chang-jung, Kim Kyung-ho, Sechs Kies, UP, Uhm Jung-hwa, Cool, Jinusean
- 1998 – HOT, Uhm Jung-hwa, Fin.K.L, Turbo, Kim Hyun-jung, Im Chang-jung, Diva, Cool, S.E.S, Sechs Kies
- 1999 – Baby Vox, Uhm Jung-hwa, Kim Hyun-jung, Yoo Seung-jun, Im Chang-jung, Sechs Kies, Jo Sung-mo, Fin.K.L, Park Ji-yoon, Country Kko Kko
- 2000 – Jo Sung-mo, Country Kko Kko, Fin.K.L, GOD, Im Chang-jung, Kim Hyun-jung, Lee Jung-hyun, Park Ji-yoon, Uhm Jung-hwa, Yoo Seung-jun
- 2002 – BoA, Baby Vox, Cool, Im Chang-jung, Jang Na-ra, Kangta, Kim Hyun-jung, Koyote, Lee Jung-hyun, Lee Soo-young, Park Hyo-shin, Shin Seung-hun, Shinhwa, Sung Si-kyung, Wax
- 2003 – Lee Hyori, Baby Vox, BoA, Fly to the Sky, Jewelry, Jo Sung-mo, Koyote, Lee Soo-young, NRG, Rain, S, Shinhwa, Sung Si-kyung, Wheesung, YB
- 2004 – Shinhwa, BoA, Jaurim, Kim Jong-kook, Koyote, Lee Seung-chul, Lee Soo-young, MC the Max, Park Hyo-shin, Park Sang-min, Rain, TVXQ
- 2005 – Kim Jong-kook, BoA, Buzz, GOD, Jewelry, Lee Min-woo, MC Mong, MC the Max, SG Wannabe, Shin Hye-sung, Tei, TVXQ, Wheesung
- 2006 – TVXQ, Baek Ji-young, Buzz, Eru, Fly to the Sky, Lee Seung-gi, MC Mong, Psy, Rain, Seven, SG Wannabe, Shinhwa, Sung Si-kyung, Vibe